# Præfektur (Kina)
 For alternative betydninger, se Præfektur. (Se også artikler, som begynder med Præfektur)
Et præfektur i Folkerepublikken Kina er i generel forstand navn på en gruppe sekundære administrative enheder: byer på præfekturniveau, «rent» præfektur, og autonomt præfektur og – til trods for navnet – liga, som er betegnelsen på et præfektur i Indre Mongoliet.
I snæver forstand er et præfektur det som ovenfor er kaldt et «rent» præfektur, det vil sige en enhed som kun hedder præfektur, og ikke præfektur som er samtidig er betegnet som by eller som autonom.

## Præfektur
Præfekturer (地区, dìqū) er regeret af et administrativt kontor (行政公署, xíngzhènggōngshǔ), hvis leder (行政首长 xíngzhèngshǒuzhǎng) er udnævnt af provinsen. For ikke så længe siden var de fleste sekundære administrative enheder i Kina sådanne præfekturer, men siden 1982 er de fleste blevet erstattet med de enheder som kaldes byer på præfekturniveau. Denne tendens forsætter og i 2006 var der kun 17 rene præfekturer tilbagee i Folkerepublikken Kina, de fleste i Xinjiang og i Tibet, og tre ligaer, i Indre Mongoliet.